# ウルフルズTribute 〜Best of Girl Friends〜
『ウルフルズTribute 〜Best of Girl Friends〜』（うるふるず トリビュート ベスト オブ ガールフレンズ）は、ウルフルズの初のトリビュート・アルバム。2017年2月22日にワーナーミュージック・ジャパンより発売。

## 概要
本作は、ウルフルズがデビュー25周年を迎えることを記念して制作された作品。トータス松本の「あえて女性の声で自分たちの楽曲を歌ってもらったら面白いのでは?」というアイディアからスタートし、全12組の女性アーティストたちがウルフルズの楽曲を思い思いの独創的なアレンジでカバーしたトリビュート・アルバム。

## 収録曲
| #         | タイトル                                              | 作詞                          | 作曲                          | 編曲                 | 時間  |
| --------- | ----------------------------------------------------- | ----------------------------- | ----------------------------- | -------------------- | ----- |
| 1.        | 「ヤング ソウル ダイナマイト」(歌：Superfly)          | トータス松本                  | トータス松本                  | 山崎佳祐、蔦谷好位置 | 4:13  |
| 2.        | 「かわいいひと」(歌と演奏：チャットモンチー)          | トータス松本 ウルフルケイスケ | トータス松本 ウルフルケイスケ |                      | 4:35  |
| 3.        | 「歌」(歌：UA)                                        | トータス松本                  | トータス松本                  | Kan Sano             | 4:38  |
| 4.        | 「笑えれば」(歌：JUJU)                                | トータス松本                  | トータス松本                  | 松浦晃久             | 5:22  |
| 5.        | 「SUN SUN SUN'95」(歌と演奏：ハンバート ハンバート)   | トータス松本                  | トータス松本 ウルフルケイスケ | 佐藤良成             | 4:26  |
| 6.        | 「バンザイ 〜好きでよかった〜」(歌と演奏：ふくろうず) | トータス松本                  | トータス松本                  | ふくろうず           | 4:50  |
| 7.        | 「サムライソウル」(歌と演奏：片平里菜)                | トータス松本                  | トータス松本                  |                      | 4:29  |
| 8.        | 「ええねん」(歌と演奏：阿部真央)                      | トータス松本                  | トータス松本                  | akkin                | 3:34  |
| 9.        | 「暴れだす」(歌：松崎ナオ)                            | トータス松本                  | トータス松本                  | 松崎ナオ、湯浅篤     | 4:29  |
| 10.       | 「大丈夫」(歌と演奏：ルルルルズ)                      | トータス松本                  | トータス松本                  | 奥野大樹             | 4:11  |
| 11.       | 「僕の人生の今は何章目ぐらいだろう」(歌：BONNIE PINK) | トータス松本                  | トータス松本                  | Curly Giraffe        | 5:04  |
| 12.       | 「ガッツだぜ!!」(歌：木村カエラ)                      | トータス松本                  | トータス松本                  | 會田茂一             | 3:55  |
| 合計時間: | 合計時間:                                             | 合計時間:                     | 合計時間:                     | 合計時間:            | 53:46 |